# Fareboks
En fareboks, også kendt som en faresti, er en metalboks, hvor søer, der anvendes til avl, kan opbevares under (drægtighedsperioden) og efter graviditeten (faring). En standard boks måler 65cm ved 210cm (L x B).
Drægtige grise placeres i boksene én uge inden forventet faring og opholder sig i boksen ind til fire-fem uger efter.

## Indretning
Farebokse har enten delvis eller fuldt spaltegulv, hvor grisenes urin og afføring (gødning el. gylle) kan passere igennem til opsamling, for at opretholde hygiejnen i stien. Søer skal have ifølge dansk lovgivning have redebygningsmateriale til rådighed inden faring.BEK 17 (Bekendtgørelse om beskyttelse af svin) i Dyreværnsloven Arkiveret 19. december 2016 hos  Wayback Machine I praksis overholdes dette lovkrav dog sjældent, da dette øger omkostningerne pr. gris.

## Udbredelse
Der lever cirka 1 million søer i Danmark som typisk holdes i farebokse. I andre lande bruges endvidere en endnu mindre udgave af kassen under drægtighedsperioden, der på engelsk betegnes som gestation crate (svangerskabskasse på dansk). Disse bokse er forbudt for nye installationer i Canada, og er forbudte i Storbritannien og Sverige og i ni stater i USA (Arizona, Californien, Colorado, Florida, Maine, Michigan, Ohio, Oregon og Rhode Island). Farebokse er dog ikke forbudt i disse lande.

## Dyrevelfærd
Modstandere af boksene hævder, at søerne har for lidt plads og at de udsætter dem for unødvendig lidelse, mens fortalere siger, at de er nødvendige for at forhindre søer i at lægge sig på deres smågrise.
På trods af brug af farebokse dør der i Danmark årligt over 5 millioner pattegrise i Danmark under diegivningsperioden.